# Áreas protegidas do Chile

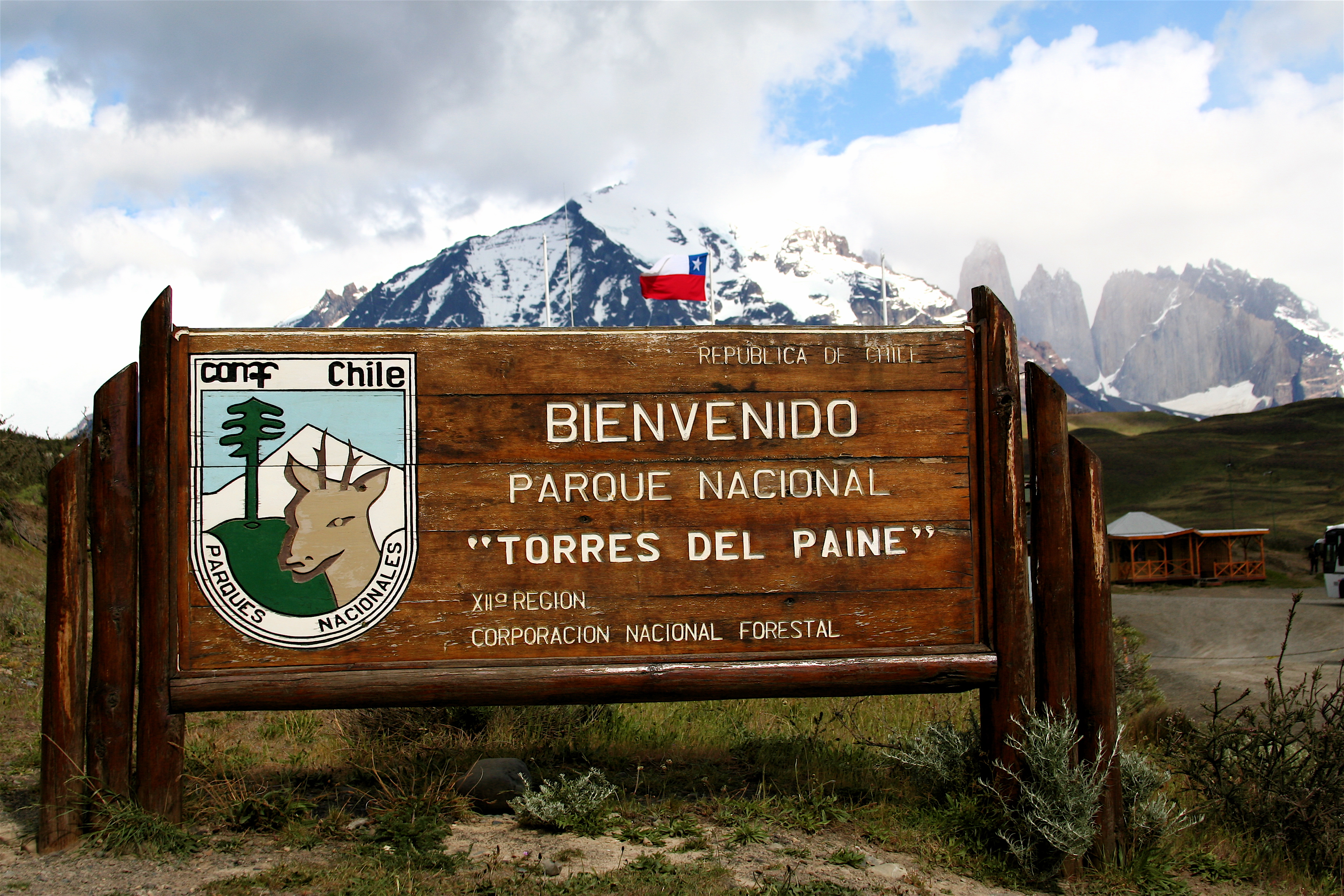
Placa na entrada do Parque Nacional Torres del Paine, uma área protegida chilena.

As áreas protegidas do Chile são espaços naturais de importância, que devem de ser conservados e protegidos, tanto pelo Estado do Chile, como pelas regiões, províncias ou municípios, por organismos internacionais — sítios Ramsar ou reservas da biosfera— ou, inclusive, por entidades públicas ou privadas. No Chile o termo comumente empregado para referir-se às áreas protegidas é áreas silvestres protegidas.

## História
Com o avanço da colonização das regiões ao sul do Rio Biobío, surgiu na década de 1870 um discurso conservacionista que buscava frear a destruição das florestas e dos espaços naturais do país. Neste contexto, em 1872 promulgou-se a lei sobre "Corte de Florestas" (em espanhol Corta de bosques) e em 16 de janeiro de 1879 se promulgou o decreto sobre "Reservas de Bosques Fiscais", que dispôs que na venda de terrenos pertencentes ao Estado nas províncias de Arauco, Valdivia e Llanquihue e no Departamento de Angol, se reservasse uma faixa de montanha de não menos de 10 quilómetros de espessura que percorresse todas essas províncias em sentido norte sul, formando uma barreira verde para a contenção das águas e a proteção das terras agrícolas do vale longitudinal.
A partir desse precedente jurídico e do trabalho ativo de personagens como Federico Albert, em 30 de setembro de 1907 o Ministério do Interior emitiu o Decreto Supremo no. 1540, segundo o qual se estabeleceu a Reserva Fiscal Malleco, a mais antiga do Chile. Nos anos seguintes o fisco criou as reservas florestais de Tirua, Alto do Bío-Bío, Villarrica, Llanquihue, Petrohué, Puyehue e Chiloé, com um total de 600.000 hectares, nos territórios de Concepção e Chonchi.
O Decreto Lei 4.363 de 1931, mais conhecido como Lei de Bosques, outorgou ao Presidente da República a faculdade para estabelecer parques e reservas nacionais. Posteriormente, a Lei de Colonização no. 5.604, do 15 de fevereiro de 1935, permitiu, em alguns casos, a colonização em Reservas Florestais e Parques Nacionais. Até o ano 1965  haviam sido criados 26 Parques Nacionais, com uma superfície aproximada de 11,5 milhões de hectares e responsáveis por proteger diversas espécies. No ano 1966 criaram-se outros cinco Parques Nacionais com uma superfície total de 111 mil hectares: Laguna de los Cisnes, Los Pingüinos e Monte Balmaceda em Magallanes; Punta del Viento em Coquimbo e Lautaro em Cautín. Além disso, foram criadas nesse ano cinco novas reservas florestais com uma superfície total de 487 mil hectares. Isto elevou a 2,2 milhões de hectares a superfície protegida pelo Estado, e significou um aumento do 28% sobre o total anterior a 1965. Posteriormente, entre 1970 e 1974, estabeleceram-se outros doze Parques Nacionais e três Reservas Nacionais.
A partir da década de 1970, a Corporação Nacional Florestal (CONAF) assumiu a direção dos assuntos relacionados às florestas do país. No âmbito da conservação, a CONAF desenvolveu um sistema de áreas silvestres protegidas pelo Estado (SNASPE), que em fins da década de 1980 compreendia 29 Parques Nacionais, 36 Reservas Nacionais e 9 Monumentos Naturais, que cobriam uma área de aproximada 14 milhões de hectares, cuidados por 269 guarda-parques, que deveriam atender uma média de 600 mil visitantes ao ano.

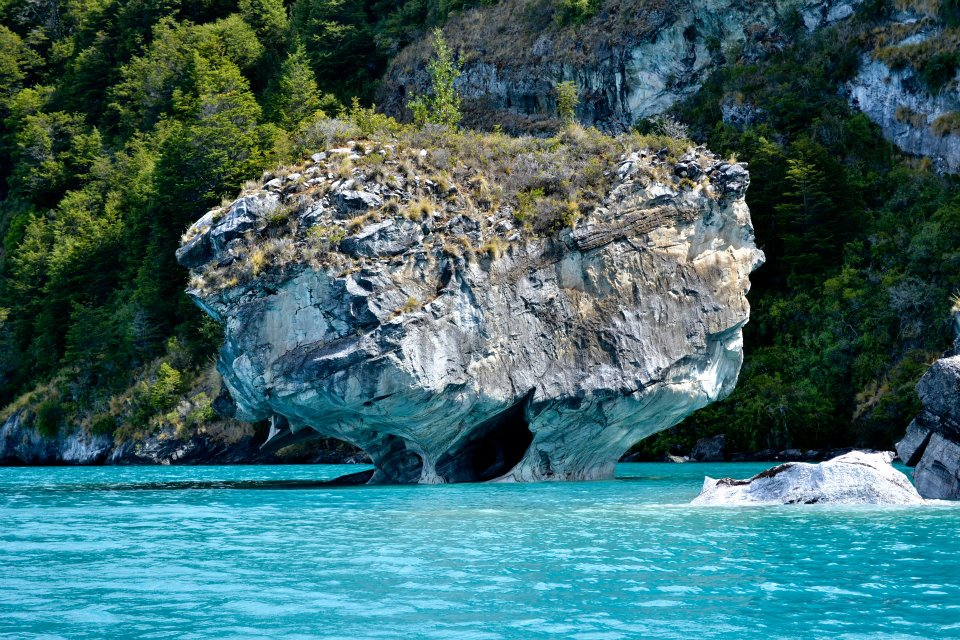
Parte do Monumento Natural Catedral de Mármol.

## Sistema de áreas silvestres protegidas pelo Estado
O sistema de áreas silvestres protegidas pelo Estado (SNASPE) é regulado pela lei no. 18.362 de 1984, e sua administração está a cargo da Corporação Nacional Florestal (CONAF). Cobre uma superfície total superior a 14 milhões de hectares, equivalentes a 19% do território nacional (tanto marinho quanto terrestre). Esse sistema é composto de três tipos de territórios:
- Parques Nacionais: Área de grande extensão com ambientes e habitats únicos e representativos da diversidade biológica nacional, as quais se mantiveram praticamente inalteradas pela ação humana e que possuem capacidade de perpetuar-se naturalmente. Suas espécies de flora e fauna, além disso, têm grande importância e interesse para as ciências e a educação. Os objetivos dos parques nacionais são a preservação desses ambientes e a sua compatibilização com atividades educativas, investigativas e recreativas.

- Reservas Nacionais: Área de menor extensão que o parque nacional, que necessita de conservação e cuidado devido ao perigo de que seu ambiente único possa sofrer mudanças irreparáveis, ou de que o meio ambiente e o bem-estar da comunidade sejam danificados.

- Monumentos Naturais: Áreas de superfície reduzida e específica, em torno de um lugar geográfico de grande importância arqueológica, cultural ou natural. Caracterizam-se pela presença de sítios geológicos únicos ou de espécies nativas de flora e fauna.

Aparte dessas três categorias estabelecidas segundo a lei, existem outras como a rede de Áreas Marinhas Costeras Protegidas de Múltiplo Uso (AMCP-MU) (a primeira delas foi o Parque Marinho Francisco Coloane) e o Centro Parque Espaço Queule.
Há ainda outra categoria de proteção, a dos Santuários da Natureza, com base na lei no. 17.288 de 1970 "sobre Monumentos Nacionais", que é focada na salvaguarda e no desfrute do caráter monumental dos espaços naturais (ver Monumentos Nacionais do Chile).

## Áreas protegidas através do direito internacional

### Reservas da Biosfera (MAB)
As reservas da biosfera são zonas de ecossistemas terrestres ou costeiros/marinhos, ou uma combinação de ambos, reconhecidas no plano internacional como tal no marco do Programa Homem e Biosfera (MaB) da UNESCO. Com o conjunto de reservas da biosfera, criou-se a "Rede mundial de Reservas da Biosfera". Funcionam como um modelo de como o ser humano deve conviver com a natureza, e a maior parte de seu território pode ser habitada por seres humanos. Em seu território podem ser realizadas atividades que não afetam negativamente o meio ambiente, como o cultivo racional ou a exploração florestal sustentável.

### Sítios Ramsar
O Chile subscreveu a "Convenção relativa a áreas húmidas de importância internacional especialmente como habitat de aves aquáticas", conhecida em forma abreviada como Convenção de Ramsar. No território chileno existem doze sítios Ramsar, com uma superfície total de 159.154 hectares (outubro de 2008).